# Alex Moonen
Alex Moonen (né le 26 février 1965 à Turnhout) est un coureur cycliste belge, actif durant les années 1980 et 1990 et spécialisé en cyclo-cross.

## Palmarès en cyclo-cross
- 1986-1987
  - 10e du championnat du monde amateurs
- 1987-1988
  - 4e du Trophée Gazet van Antwerpen
- 1988-1989
  - Noordzeecross
  - 9e du Trophée Gazet van Antwerpen
- 1989-1990
  - Trophée Gazet van Antwerpen, #1, Putte
- 1991-1992
  - 7e du Trophée Gazet van Antwerpen
- 1992-1993
  - 6e du Trophée Gazet van Antwerpen
- 1993-1994
  - 9e du Trophée Gazet van Antwerpen
- 1994-1995
  - 4e du Trophée Gazet van Antwerpen
- 1995-1996
  - 6e du Trophée Gazet van Antwerpen
- 1996-1997
  - Trophée Gazet van Antwerpen, #3, Ravels
  - 2e du Trophée Gazet van Antwerpen
- 1997-1998
  - Cyclo-cross de Francfort (nl)
  - 5e du Trophée Gazet van Antwerpen

## Palmarès en VTT
- 1999
  - 3e du championnat de Belgique